# Дело Mabetex
Дело Mabetex — один из самых громких коррупционных скандалов современной России. В 1998 году в Швейцарии было открыто расследование против строительной фирмы Mabetex Engineering и её дочерней структуры Mercata Trading & Engineering SA. По версии следствия, Mercata давала взятки российским чиновникам за получение господрядов, в том числе заплатила действующему управляющему делами президента Павлу Бородину $25,6 млн за контракт по реконструкции Московского Кремля. Уголовное дело в России было открыто в октябре 1998 и затронуло не только Павла Бородина, но и семью президента Бориса Ельцина: супругу Наину Ельцину и его дочь Татьяну Дьяченко. Сопротивление политических элит привело к тому, что расследование забуксовало, а потом и вовсе развалилось после отставки генерального прокурора Юрия Скуратова в апреле 2000 года. В декабре 2000 дело было закрыто «из-за отсутствия состава преступления». Расследование в Швейцарии было закрыто в 2002 году из-за отсутствия помощи с российской стороны.

## Предыстория
В июне 1990 года предприниматель Бехджет Пацолли (будущий президент Косово) создал строительную фирму Mabetex. В 1992 году был открыт филиал Mabetex в Москве, после чего у фирмы появляются контракты по работам в Якутии. В это время Пацолли познакомился с Павлом Бородиным, занимавшим тогда пост мэра Якутска.
В ноябре 1993 года Павел Бородин был назначен управляющим делами президента России.
В 1993—1996 годах Mabetex и её дочерняя структура Mercata получили контракты на проведение реставрационных работ на таких объектах, как здание Дома правительства России, Государственной думы, Совета Федерации и зданий Московского Кремля.

## Расследование в России и Швейцарии

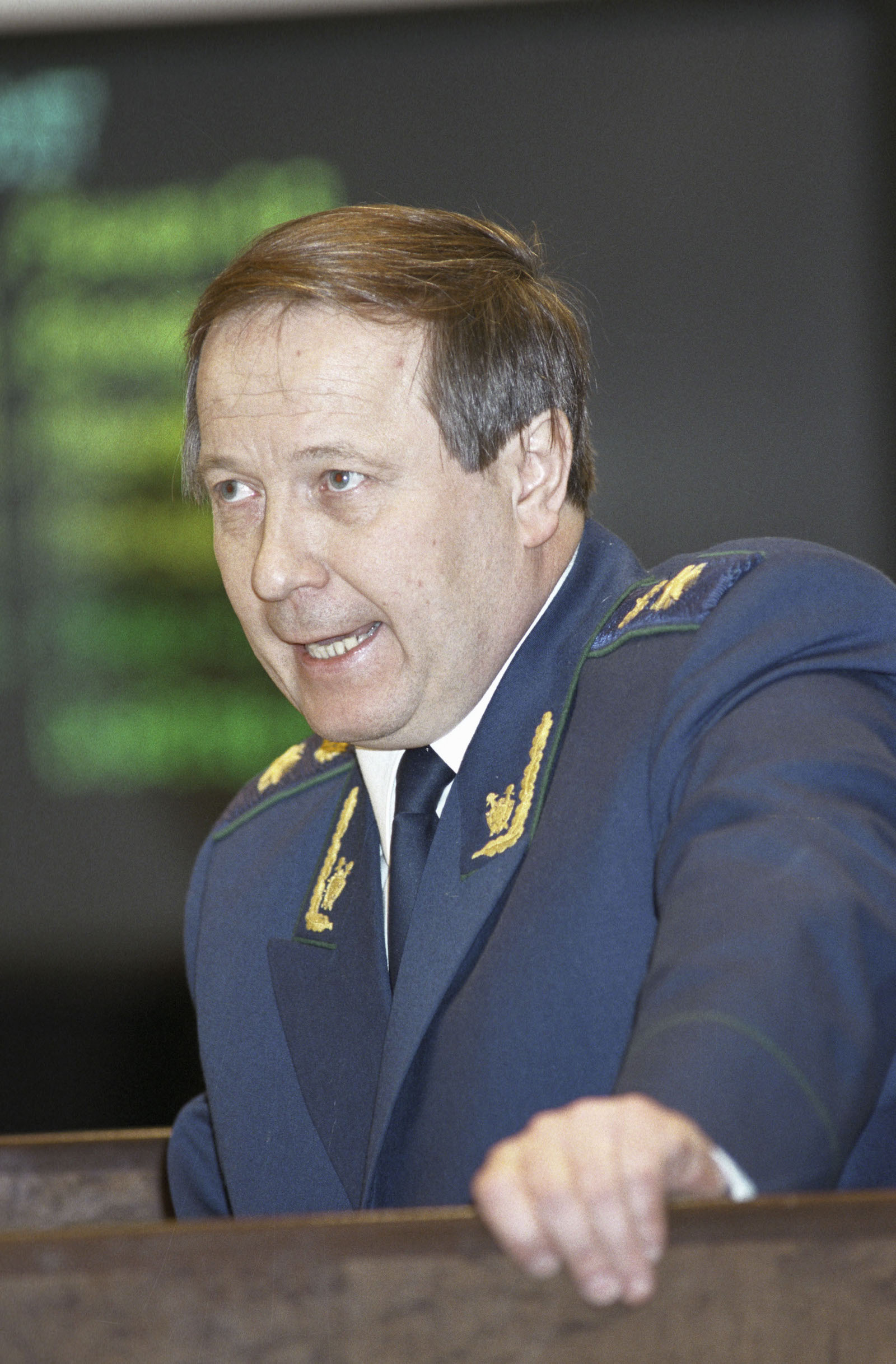
Юрий Скуратов — Генеральный прокурор РФ (1995—2000)

Весной 1998 года советник швейцарского банка Banco del Gottardo Филипп Туровер дал в столице Швейцарии Берне показания о том, что в управлении делами президента России совершались злоупотребления при заключении контрактов с фирмой Mabetex. Туровера лично приняли Генеральный прокурор Швейцарии Карла дель Понте и её заместитель Феликс Бесингер. Туровер являлся советским эмигрантом, гражданином Израиля, имевшим вид на жительство в Швейцарии. Весной 1998 года Карла дель Понте совершила визит в Москву, в ходе которого сообщила о показаниях Туровера Генеральному прокурору России Ю. И. Скуратову.
В сентябре 1998 года Туровер обратился в швейцарскую прокуратуру с заявлением, что представители фирм Mabetex и Mercata перевели около $60 млн на счета ряда граждан России, включая Павла Бородина. В заявлении Туровера высказывалось мнение, что переведённые средства были «комиссионными» за получение фирмами выгодных контрактов от российского правительства, в частности, на реконструкцию Московского Кремля.
Скуратов пригласил Туровера в Москву. 8 октября 1998 года Туровер сделал заявление, на основании которого в тот же день по указанию Ю. И. Скуратова советником Генпрокурора Александром Мыцыковым было возбуждено уголовное дело по подозрению в злоупотреблении должностных лиц управления делами президента России при заключении контрактов на реконструкцию Московского Кремля. Уголовное дело получило номер 18/221042-98.
По версии, изложенной в, режим Ельцина сильно не нравился представителям спецслужб РФ. Они с помощью шантажа заставили Туровера передать материалы, свидетельствующие о коррупции и воровстве в высших эшелонах власти, в прокуратуру Швейцарии — чтобы это помогло добиться отставки Ельцина.
10 ноября 1998 года из России в Швейцарию был направлен первый запрос о правовой помощи. В запросе утверждалось, что сметы на реставрационные работы в зданиях Московского Кремля, Госдумы и Дома правительства России были завышены на 30-60 %. Павел Бородин и его заместители по управделами президента России были названы причастными к махинациям.
22 января 1999 года по поручению Генпрокуратуры РФ в офисе Mabetex в Лугано был проведён обыск.

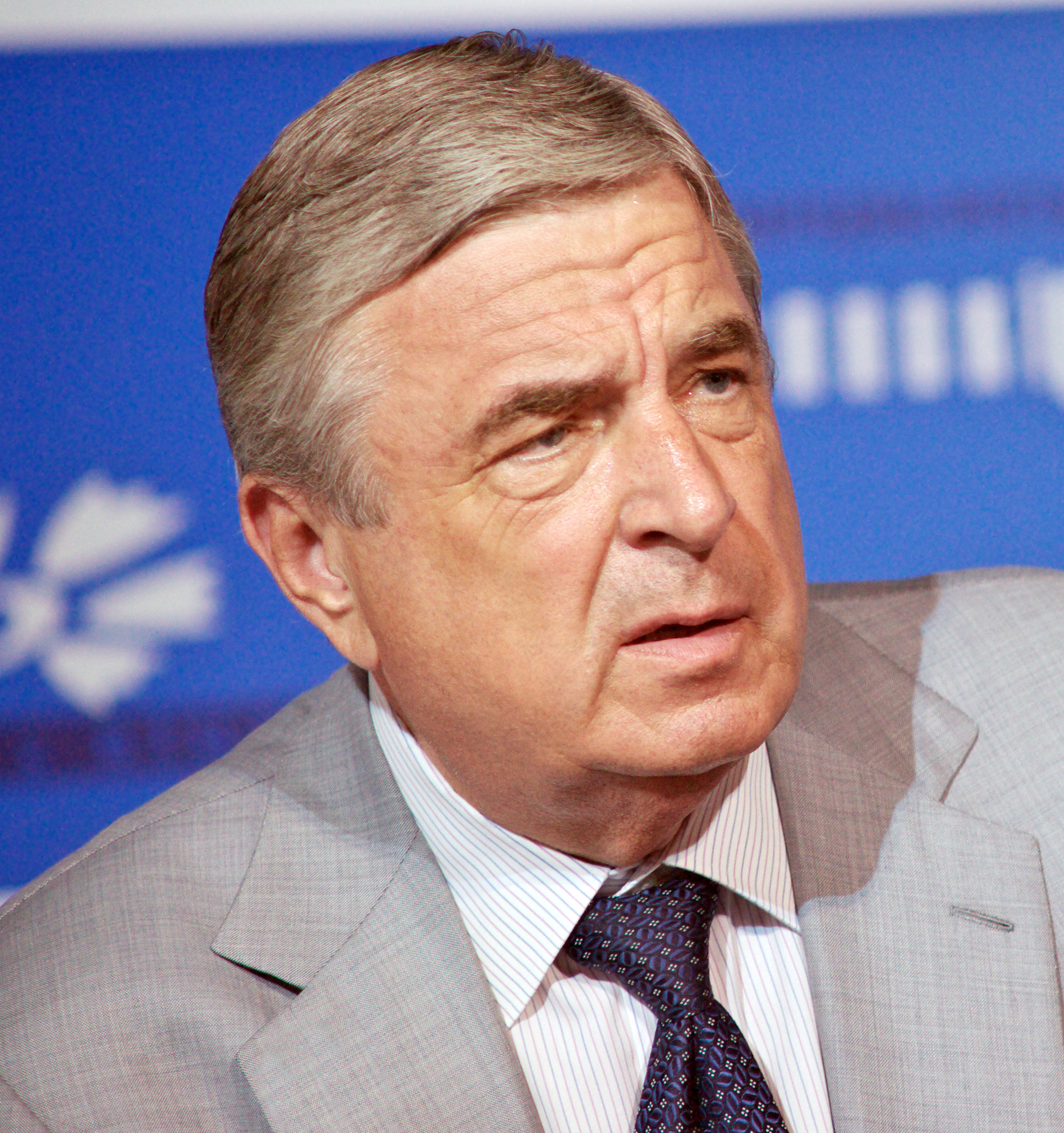
Павел Бородин — Управляющий делами Президента Российской Федерации в 1993—2000

23 марта 1999 года Пацолли приехал в Москву, где дал пресс-конференцию по сложившейся ситуации вокруг фирмы Mabetex. В тот же день Карла дель Понте совершила визит в Россию, в ходе которого встретилась с Юрием Скуратовым. 24 марта 1999 года в управлении делами президента России были проведены обыски. 29 марта 1999 года Пацолли был допрошен Карлой дель Понте.
2 апреля 1999 года президент России Борис Ельцин своим указом отстранил Юрия Скуратова от должности Генпрокурора РФ с формулировкой «на период расследования возбуждённого в отношении него уголовного дела». Расследование дела Mabetex продолжил заместитель начальника управления Генеральной прокуратуры РФ по расследованию особо важных дел Георгий Чуглазов. По указанию Чуглазова Генеральная прокуратура направила запрос в органы власти Московской области о недвижимости Павла Бородина, его жены, двух малолетних детей, взрослой дочери Екатерины Силецкой и зятя Андрея Силецкого. Такие запросы обычно предшествуют аресту имущества фигурантов по уголовному делу.
В мае 1999 года Генеральная прокуратура РФ обратилась к швейцарской прокуратуре с просьбой об оказании юридической помощи в расследовании дела Mabetex.
8 июля 1999 года Бородин провёл пресс-конференцию, в ходе которой рассказал о финансовой стороне реставрационных работ в Большом Кремлёвском дворце.

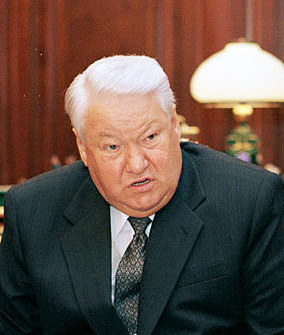
Борис Ельцин в 1999 году

15 июля 1999 года прокурором швейцарского кантона Женева Бернаром Бертоссой было возбуждено уголовное дело по подозрению Бородина в отмывании денег, полученных незаконным путём. В прессе утверждалось, что швейцарской прокуратурой были арестованы счета ряда граждан России, включая счета Павла Бородина и его жены.
В августе 1999 года руководством Генпрокуратуры РФ был отстранён от дела Mabetex следователь Чуглазов. По словам Чуглазова, его отставка произошла когда дело «подошло к кульминационной части», то есть когда следствие было готово предъявить обвинения чиновникам, получившим взятки от Mabetex. Уголовное дело было передано следователю Генеральной прокуратуры Руслану Тамаеву.
26 августа 1999 года вышла статья в издании Corriere della Sera, в которой утверждалось, что фирмой Mabetex в Швейцарии были открыты счета на имена Бориса Ельцина и двух его дочерей.
В январе 2000 года швейцарский судебный следователь Даниэль Дево подписал международный ордер на принудительный привод на допрос Павла Бородина.
28 февраля 2000 года вышел материал в «Новой газете», согласно которому в 1995—1996 годах финансовые расчёты с фирмами Mercata, Mabetex и другими, «уводившими» средства госбюджета через управделами президента РФ, готовились лично первым заместителем министра финансов РФ Михаилом Касьяновым.
В июне 2000 года Дево предъявил Пацолли обвинение в отмывании $4 млн. Согласно тексту обвинения, Пацолли был участником преступной группы, созданной «с целью получения незаконного преимущества по контрактам, заключённым с Россией». В том же месяце Бернар Бертосса заявил, что через фирмы Mabetex и Mercata было отмыто около $65 млн.
В сентябре 2000 года Даниэль Дево направил в Генпрокуратуру России следственное поручение по делу Mabetex. В этом поручении, в частности, было указано, что в Швейцарии ведётся следствие по обвинению в отмывании денег и участии в преступной организации против 14 человек, в числе которых Павел Бородин, Андрей Силецкий, Екатерина Силецкая, руководитель фирмы Mercata Виктор Столповских.
В ноябре 2000 года Бернар Бертосса заявил, что у него есть доказательства того, что владельцем некоторых банковских счетов, фигурирующих в деле Mabetex, является именно Бородин.
Свидетелями по российскому уголовному делу проходили, в частности, Павел Бородин, Борис Ельцин, его супруга Наина Ельцина и его дочери Татьяна Дьяченко и Елена Окулова. В ходе российского расследования по делу Mabetex были допрошены Павел Бородин, Наина Ельцина, Татьяна Дьяченко и Елена Окулова. Борис Ельцин допрошен не был.
В ходе следствия следователь Руслан Тамаев допрашивал жену и дочерей Бориса Ельцина. После этого написал рапорт генпрокурору Владимиру Устинову с просьбой об отстранении его от расследования, мотивируя свой шаг давлением на себя (через публикации в прессе) и семью (через возбуждение уголовных дел против сводных братьев). Устинов отказал в удовлетворении рапорта. И вскоре, 8 декабря 2000 года Руслан Тамаев прекратил уголовное дело фирмы Mabetex с мотивировкой «за отсутствием состава преступления». На итоговой пресс-конференции он отметил: «Для возбуждения такого дела было собрано недостаточно доказательств и не проведена доследственная проверка. Кроме того, Юрий Скуратов не зарегистрировал его должным образом». Сразу после закрытия дела Тамаева повысили с должности старшего следователя до замначальника управления Генпрокуратуры по расследованию особо важных дел. Ещё через полтора года, в мае 2002 года Руслан Тамаев был назначен советником генерального прокурора.

### Арест Павла Бородина в Швейцарии
В начале января 2001 года Павел Бородин, на тот момент — государственный секретарь Союзного государства России и Белоруссии, получил приглашение приехать в США на инаугурацию избранного американского президента Джорджа Буша. В посольстве США отказались ставить визу Бородину в его дипломатический паспорт, мотивировав это нехваткой времени. В США Бородин вылетел по своему общегражданскому паспорту, в котором стояла многократная виза, полученная в 1998 году. 18 января 2001 года в нью-йоркском аэропорту JFK Бородин был задержан сотрудниками ФБР на основании запроса правительства Швейцарии.
7 марта 2001 года Генеральная прокуратура РФ направила в швейцарскую прокуратуру ответ на следственное поручение по делу Павла Бородина. В ответе говорилось, что «каких-либо нарушений законодательства, дающих основание для возбуждения уголовных дел, не выявлено».
21 марта 2001 года суд в США отказал Бородину в освобождении под залог. 2 апреля 2001 года Бородин добровольно согласился на экстрадицию в Швейцарию.
7 апреля 2001 года Бородин был доставлен в женевскую тюрьму Champ Dollon. Ему было предъявлено обвинение в отмывании денег, полученных незаконным путём. Бородин заявил, что полностью отрицает свою вину. В апреле 2001 года он был освобождён под залог в 5 000 000 швейцарских франков, и уехал в Россию.

### Завершение уголовного дела в Швейцарии
В апреле 2001 года с Павла Бородина было снято обвинение в участии в преступной организации. В 2001 году он несколько раз приезжал в Швейцарию на допросы.
В мае 2001 года адвокаты Бородина заявили, что уголовное дело в его отношении бесперспективно, обвинения в его адрес строятся только на косвенных уликах и следствие не располагает платёжными документами за подписью Бородина.
В августе 2001 года Бернар Бертосса заявил о том, что считает следствие законченным, обвинение доказанным и что в ближайшие два месяца дело может будет направлено в суд.
4 марта 2002 года уголовные дела в отношении Бородина, Столповских и Пацолли были прекращены. При этом на Бородина был наложен штраф в 300 000 швейцарских франков. Бородин решил не обжаловать это постановление, поскольку изначально считал арест и следствие в отношении себя совершенно незаконным.

## Расследование в Италии
В 2003 году итальянская прокуратура занялась расследованием дела об отмывании доходов, полученных в конце 1990-х при реконструкции Московского Кремля. Итальянские следователи обратили внимание на значительные денежные переводы на один из счетов в отделении банка Raiffeisen, расположенном в Виго-ди-Фасса. Этот счёт принадлежал Ольге Бельцовой — бывшей гражданской жене экс-руководителя компании «Росвооружения» Евгения Ананьева. Только через него было отмыто $2,7 млн. Остальные обвиняемыми стали Виктор и Равида Бондаренко, Виктор Махитский, Андрей и Маргарита Нероденковы (зять и дочь бывшего главы Государственного таможенного комитета России Анатолия Круглова), Милена Новоторжина, Екатерина Силецкая (дочь Павла Бородина) и адвокат Грегори Коннор. По мнению прокуратуры, суммарно они отмыли $62,52 млн, в основном через покупку итальянской недвижимости.
8 ноября 2005 года прокуратура города Тренто выдала европейские ордера на арест всех обвиняемых. Ранее осуждённых властями Швейцарии Павел Бородин назвал новое дело «наглым и тупо сфабрикованным политическим заказом, направленным на дискредитацию союза России и Белоруссии» — на тот момент Бородин был государственным секретарём Союзного государства.